# Mai Mahiu
Mai Mahiu – miasto w Kenii, w hrabstwie Nakuru. Liczy 20,8 tys. mieszkańców. 